# 奥迪A2
奥迪A2 （英語：Audi A2，内部代号为Typ 8Z）是由德国汽车制造商奥迪出品的一款紧凑型MPV，于1999年11月至2005年8月间生产，是基于奥迪在1997年发布的奥迪Al2概念车打造的，车型为五门掀背式，有四座和五座款式，采用了一体式的铝制车身，并搭配有小排量发动机，是以轻便省油作为卖点的经济型车。

## 引用
1. ↑  . www.autozine.org.   [2023-02-06]. （原始内容存档于2013-04-17）.
2. ↑  . 2023-01-08  [2023-02-06]. （原始内容存档于2023-02-06） （美国英语）.
3. ↑  . www.audiworld.com.   [2023-02-06]. （原始内容存档于2022-08-05）.